# 미디안
미디안 (/ˈmɪdiən/; 아랍어: مَدْيَن Madyan[*]; 고대 그리스어: Μαδιάμ, Madiam; 타이마어: 𐪃𐪕𐪚𐪌 MDYN; 언어 오류(מִדְיָן): {{{2}}} Mīḏyān)은 구약성경과 쿠란에 언급된 사우디아라비아 북서부에 위치한 서아시아의 지리적 지역이다. 윌리엄 G. 데버는 성경의 미디안이 "아라비아반도 북서부, 홍해의 아카바만 동쪽 해안"에 위치했으며, 이 지역에는 후기 청동기와 초기 철기 시대 동안 최소 14개의 거주지가 있었다고 말한다.
창세기에 따르면 미디안 사람은 아브라함과 그의 아내 그두라의 아들 미디안의 후손이다. "아브라함이 다시 아내를 맞이하였으니 그의 이름은 그두라라. 그가 시므란과 욕산과 므단과 미디안과 이스박과 수아를 낳았더라" (창세기 25:1–2)."
전통적으로 미디안과 미디안 사람의 존재에 대한 지식은 전적으로 성경적 및 고전적 자료에 기반을 두었지만, 2010년에는 기원전 9세기 이전에 작성된 타이마 비문에서 미디안에 대한 언급이 확인되었다.

## 땅인가, 부족 연합인가?

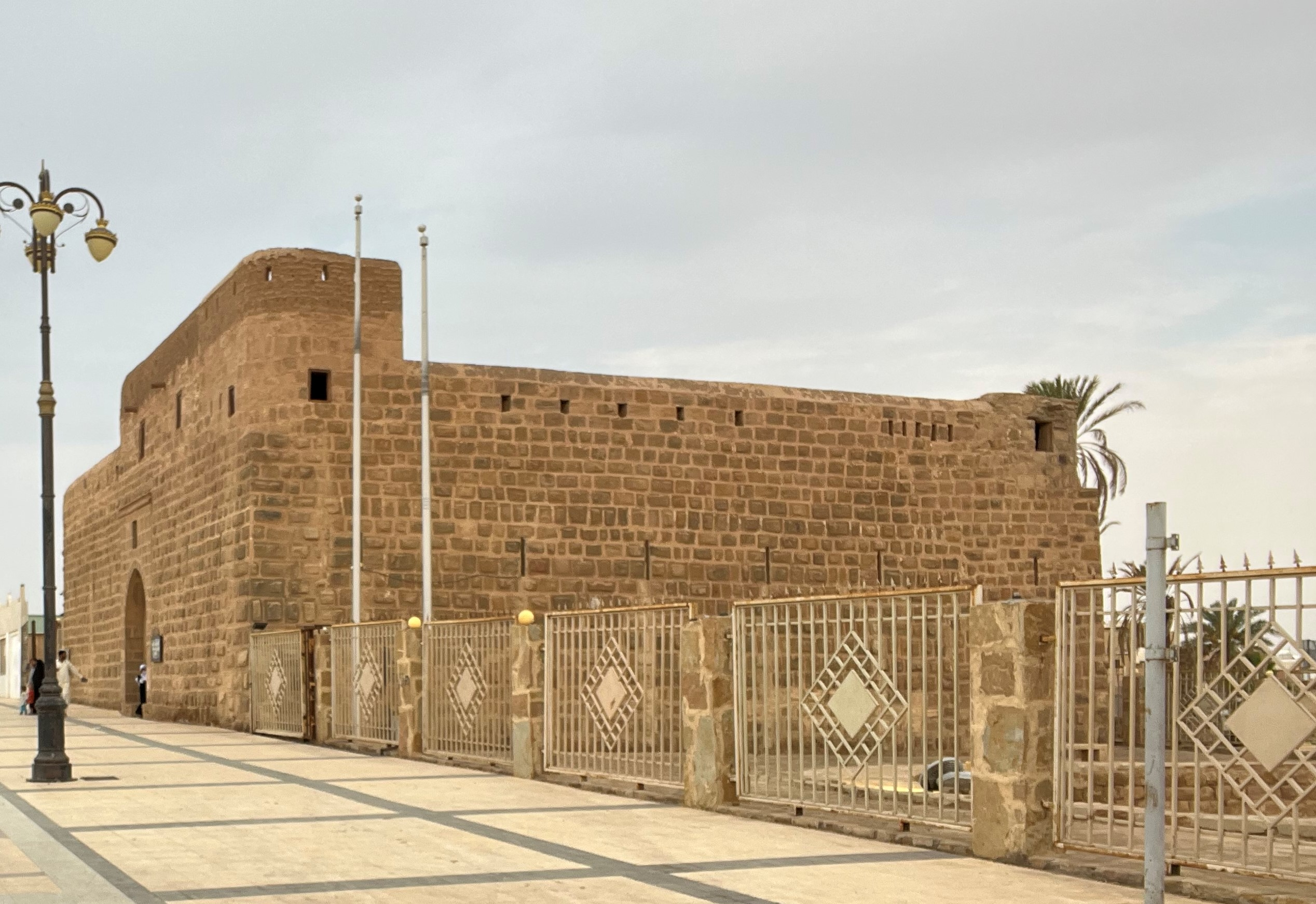
사우디아라비아 타부크의 역사적인 성

일부 학자들은 "미디안"이라는 이름이 지리적 장소나 특정 부족을 의미하는 것이 아니라, 예배를 목적으로 모인 부족들의 연맹 또는 "연합"을 의미한다고 주장했다. 파울 하우프트는 1909년에 처음으로 이러한 주장을 제기하며, 미디안을 "종교적 집단"(독일어:  Kultgenossenschaft) 또는 암픽티오니라고 묘사했는데, 이는 "성전 근처의 여러 부족들의 연합(독일어:  Bund)"을 의미한다. 아카바만 북단에 있는 엘라트는 최초의 성소가 있던 곳으로 제안되었고, 두 번째 성소는 카데스에 위치했다고 한다.
후대 작가들은 확인된 성소 위치에 의문을 제기했지만 미디안 연맹이라는 주장은 지지했다. 조지 멘덴홀은 미디안 사람들이 비셈어파 연합 집단이라고 주장하며, 윌리엄 덤브렐도 같은 주장을 한다.
우리는 하우프트의 제안을 채택해야 한다고 믿는다. 미디안은 땅을 묘사하는 것이 아니라 후기 청동기 시대에 넓은 지리적 범위를 가졌던 무정형의 연맹을 의미한다. 그들은 판관기 6-7장에 기록된 가장 두드러진 일련의 역경을 겪은 후 역사에서 거의 사라졌다.

이와는 별도로, 미디안 땅은 대략 현재 사우디아라비아 타부크 지역에 해당한다.

## 야금술
팀나 계곡 지역에는 선사시대부터 채굴된 구리 광상이 대규모로 분포한다. 구리는 기원전 14세기 말 세티 1세 파라오의 통치 기간 동안 이집트인들에 의해 이곳에서 채굴되었다.

## 종교
미디안 사람들이 어떤 신을 숭배했는지는 불확실하다. 모압족과의 종교-정치적 연관성을 고려할 때, 그들은 다수의 신, 즉 바알브올과 아슈테롯을 포함하여 숭배했던 것으로 추정된다. 카렐 반 데르 토른에 따르면, "기원전 14세기경부터 에돔족과 미디안족은 야훼를 그들의 신으로 숭배했다." 이 결론은 미디안족을 샤수와 동일시하는 데 의존한다.
학자들은 팀나 지역에서 미디안 사람들과 야금술의 연관성에 주목했다. 이 채굴지에서 다량의 미디안 토기가 발견되었다.
팀나(유적지 200)의 이집트 하토르 신전은 베노 로텐베르크의 발굴 중에 처음 발견되었다.
"로텐베르크의 유적지 200 발굴에서는 다음과 같은 이집트 상형문자 비문들이 다수 발견되었다. 세티 1세, 람세스 2세, 메르넵타, 세티 2세, 그리고 제19왕조의 투스렛 여왕, 그리고 제20왕조의 람세스 3세, 람세스 4세, 람세스 5세 (pp. 163–166)."
이 유적지는 후기 청동기 시대 말기부터 초기 철기 시대까지로 추정되는 미디안 점령기에도 계속 사용되었다.
미디안 사람들은 하토르 광산 신전을 사막의 장막 성소로 개조했다. 기둥 구멍이 발견되었을 뿐만 아니라, 두 성소 벽을 따라 구슬이 엮인 붉은색과 노란색의 낡은 천 조각들과 커튼을 걸기 위해 사용된 수많은 구리 고리/철사가 발견되었다.
유적지 발굴자인 베노 로텐베르크는 미디안 사람들이 하토르에게 제물을 바쳤다고 주장했는데, 특히 성소에서 다량의 미디안 봉헌 그릇(25%)이 발견되었기 때문이다. 그러나 이 시기에 하토르 또는 다른 어떤 신이 숭배의 대상이었는지는 확인하기 어렵다.
팀나 광산 신전의 켈라에서도 금도금된 작은 청동 뱀이 발견되었으며, 수염 난 남신을 형상화한 작은 청동 조각상이 포함된 금속 유물 더미도 함께 발견되었다. 로텐베르크에 따르면 이 조각상은 미디안 기원이다. 마이클 호먼은 팀나의 미디안 장막 성소가 성경의 성막과 가장 유사한 형태 중 하나라고 지적한다.

## 성경과 쿠란

### 성경에서

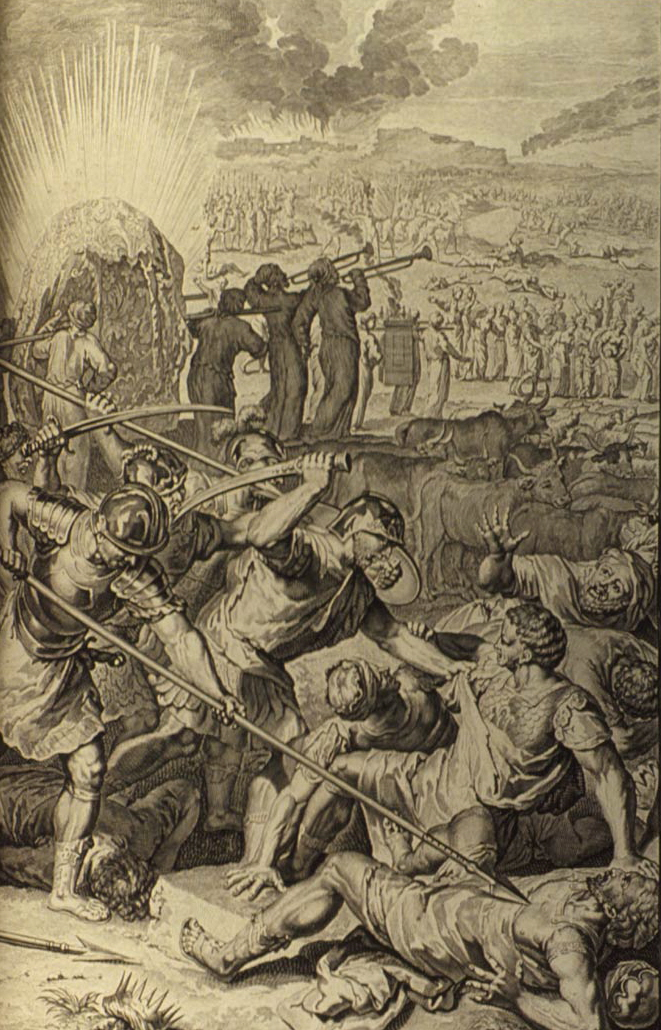
이스라엘에 의해 살해된 미디안의 다섯 왕 (1728년 『성경 인물』 삽화)

미디안은 아브라함의 아들이었다. 아브라함의 증손자 요셉은 형제들에게 구덩이에 던져진 후 미디안 사람 또는 이스마엘인에게 팔렸다.
모세는 이집트인을 살해한 후 미디안에서 40년간 자발적인 망명 생활을 했다. 그곳에서 그는 미디안 제사장 이드로의 딸 십보라와 결혼했다. (이드로는 르우엘로도 알려져 있다.) 이드로는 모세에게 위임된 법적 의사결정 시스템을 구축하도록 조언했다. 모세는 르우엘의 아들 호밥에게 약속의 땅으로 향하는 이스라엘 백성과 동행해달라고 요청했지만, 호밥은 고향으로 돌아가기를 선호했다. 일부 학자들은 성경에서 시나이산의 불타는 불에 대한 묘사가 사우디아라비아 북서부의 할라 알바드르로 확인되는 미디안 땅의 분출하는 화산을 의미한다고 주장했다.
바알브올 사건 당시 모압 여인들이 이스라엘 남자들을 유혹했을 때, 시므온 족장의 아들 시므리는 고스비라는 미디안 여인과 관계를 맺었다. 두 사람은 비느하스에게 창에 찔려 죽었다. 이어서 미디안과의 전쟁이 벌어졌다. 민수기 31장은 처녀를 제외한 모든 여인이 살해되고 그들의 도시가 불태워졌다고 기록한다. 『펄핏 주석』과 길의 『성경 강해』와 같은 일부 주석가들은 하느님의 명령이 모압 사람들이 아닌 미디안 사람들을 공격하는 데 초점을 맞추었으며, 마찬가지로 모세는 신명기에서 이스라엘 사람들이 모압 사람들을 괴롭히지 말라고 지시했다고 언급한다. 현대의 피느하스 사제직 운동은 이 이야기를 미디안 사람들이 아브라함의 후손으로서 이스라엘 사람들과 밀접한 관계에 있었고 모세가 미디안 여자와 결혼했음에도 불구하고 인종 간 결혼을 금지하는 것으로 해석했다.
판관기 시대에 이스라엘은 미디안에게 7년 동안 억압을 받다가 기드온이 미디안의 군대를 물리쳤다. 이사야는 미디안과 에바의 낙타가 "너의 땅을 덮으러" 올 것이며, 시바의 금과 유향이 함께 올 것이라고 말한다. 마태오의 복음서는 이 구절을 아기 예수에게 바치는 동방 박사의 예언으로 해석했으며, 이 구절은 크리스마스 전례에 포함되었다.

### 쿠란에서
미디안 사람들은 쿠란에 광범위하게 언급되어 있다. '마디안'이라는 단어는 쿠란에 10번 나온다. 이 사람들은 또한 ʾaṣḥabu l-ʾaykah (아랍어: أَصْحَابُ ٱلْأَيْكَة). 미디안 땅은 쿠란의 수라 알카사스 (이야기들), 20-28절에 무사 (모세)가 자신을 죽이려는 우두머리들의 음모를 알고 도망친 장소로 언급된다.
수라 9장 (알타우바), 70절에는 "이전 사람들의 이야기가 그들에게 이르지 아니하였느냐? 누흐 (노아)의 백성, 아드, 사무드 백성, 이브라힘 (아브라함)의 백성, 마디안 (미디안)의 거주자 [말 그대로, 동료]들, 그리고 전복된 도시들 [즉 룻 (롯)이 설교했던 백성들]에게는 그들의 메신저들이 명확한 증거를 가지고 왔다. 그러므로 알라가 그들에게 잘못을 저지른 것이 아니라, 그들이 스스로에게 잘못을 저질렀던 것이다."
수라 7장 (알-아으라프)에서 마디안은 선지자들이 심판이 내려지기 전에 회개하라고 경고했던 여러 민족 중 하나로 언급된다. 마디안의 이야기는 롯이 그의 백성에게 설교한 이야기(평야의 도시들의 파괴를 언급함) 다음으로 마지막에 나온다. 마디안은 선지자 슈아이브에게 다신교를 행하고, 거짓 저울과 측정 도구를 사용하고, 길을 따라 매복하는 것을 회개하라고 경고받았다. 그러나 그들은 슈아이브를 거부했고, 결과적으로 지진(라지파, 91절)에 의해 파괴되었다. 압둘라 유수프 알리는 그의 주석(1934년)에서 다음과 같이 썼다. "마디안 백성의 운명은 위 78절의 사무드 백성의 운명과 같은 용어로 묘사된다. 밤에 지진이 그들을 덮쳤고, 그들은 알라의 땅을 더 이상 괴롭히지 못하도록 그들의 집 안에 묻혔다. 그러나 [쿠란] 26:189에서는 '음침한 날의 형벌'이라는 보충적인 세부 사항이 언급되는데, 이는 화산 폭발을 동반하는 재와 재의 비를 의미하는 것으로 이해될 수 있다. 따라서 공포의 날이 그들을 집으로 몰아넣었고, 지진이 그들을 끝장냈다." 고전 및 이슬람 문헌에 언급된 미디안 도시로 확인된 알바드아 오아시스에서 이루어진 발굴은 기원전 4천년부터의 점령 증거를 밝혀냈다.

## 토기
쿠라야 채색 토기(Qurayyah Painted Ware, QPW)라고도 불리는 미디안 토기는 남부 레반트에서 북서부 사우디아라비아, 헤자즈에 이르는 여러 유적지에서 발견되며, 북서부 사우디아라비아의 쿠라야가 그 원래 생산지라고 여겨진다. 이 토기는 두 가지 또는 여러 가지 색깔로 채색된 양식으로, 기원전 13세기 초까지 거슬러 올라가며, 분홍빛 도는 황갈색 슬립 위에 갈색과 짙은 붉은색으로 많은 기하학적, 인물, 동물 모티프가 그려져 있다. "미디안" 토기는 남부 레반트의 야금 유적지, 특히 팀나에서 가장 많이 발견된다. 미디안 토기의 미케네 모티프 때문에 조지 멘덴홀, 피터 파르, 그리고 베노 로텐베르크를 포함한 일부 학자들은 미디안 사람들이 원래 바다 민족이었으며 에게해 지역에서 이주하여 기존의 셈족 계층에 군림했다고 주장했다. 미디안 사람들의 기원에 대한 질문은 여전히 미해결 상태이다.

## 미디안 산맥
미디안 산맥 (아랍어: جِبَال مَدْيَن 지발 마디얀[*])은 사우디아라비아 북서부에 있는 산맥이다. 이 산맥은 남쪽의 헤자즈 산맥과 연속되거나, 또는 그 일부로 간주된다. 헤자즈 산맥은 사라와트 산맥의 일부로 광의적으로 취급된다.

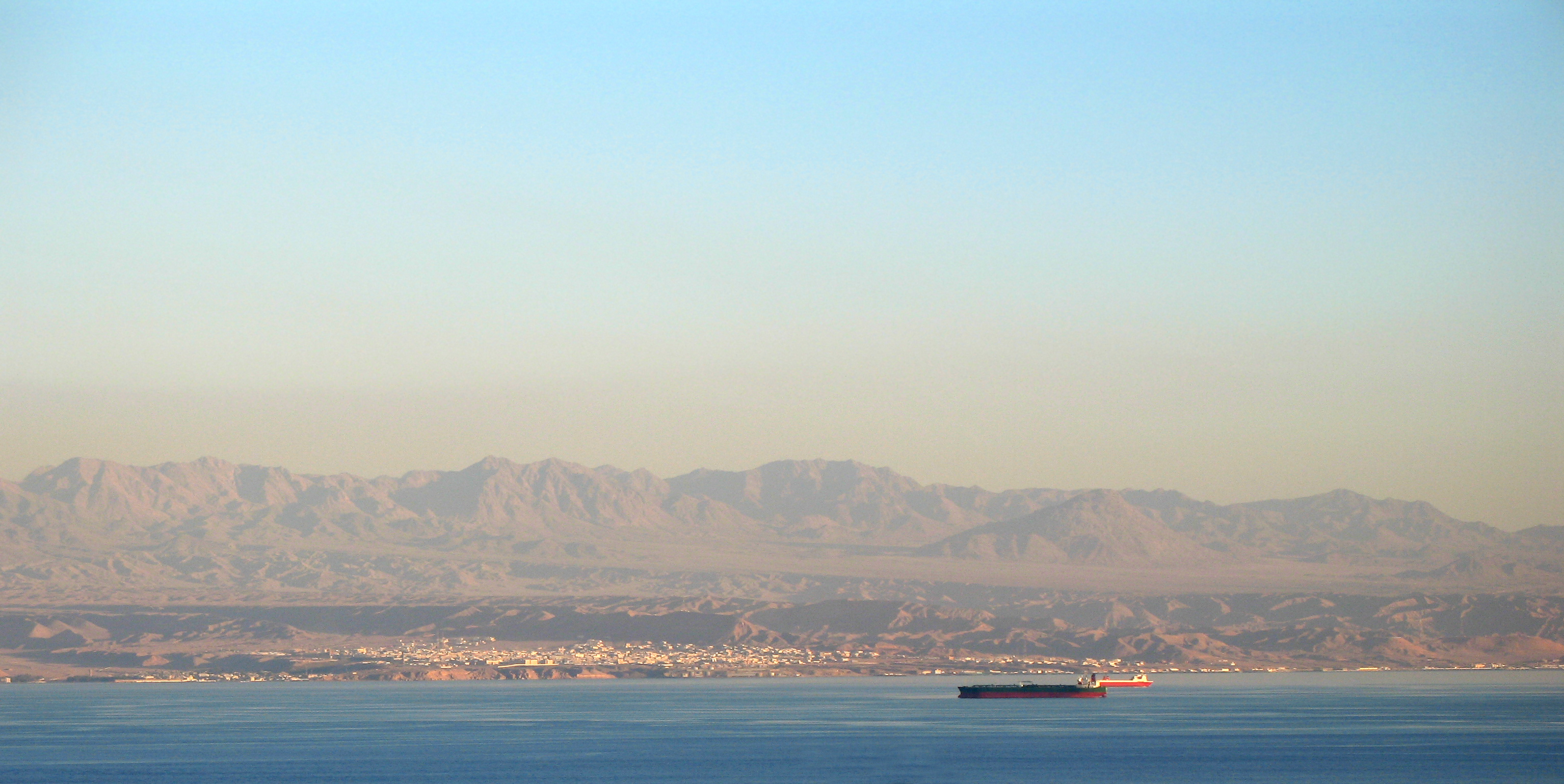
하클은 시리아 지역과 아라비아반도 및 시나이반도 사이의 아카바만 해안에 위치하며, 배경에는 산들이 보인다.
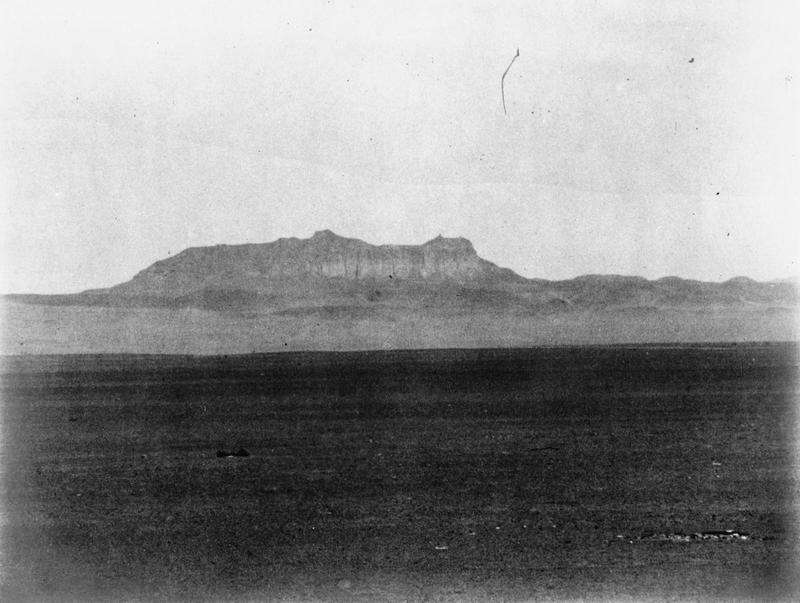
무함마드와 아라비아의 로런스와 관련된 산의 1908년 이미지로, 타부크에서 40 mi (64 km) 떨어져 있다.
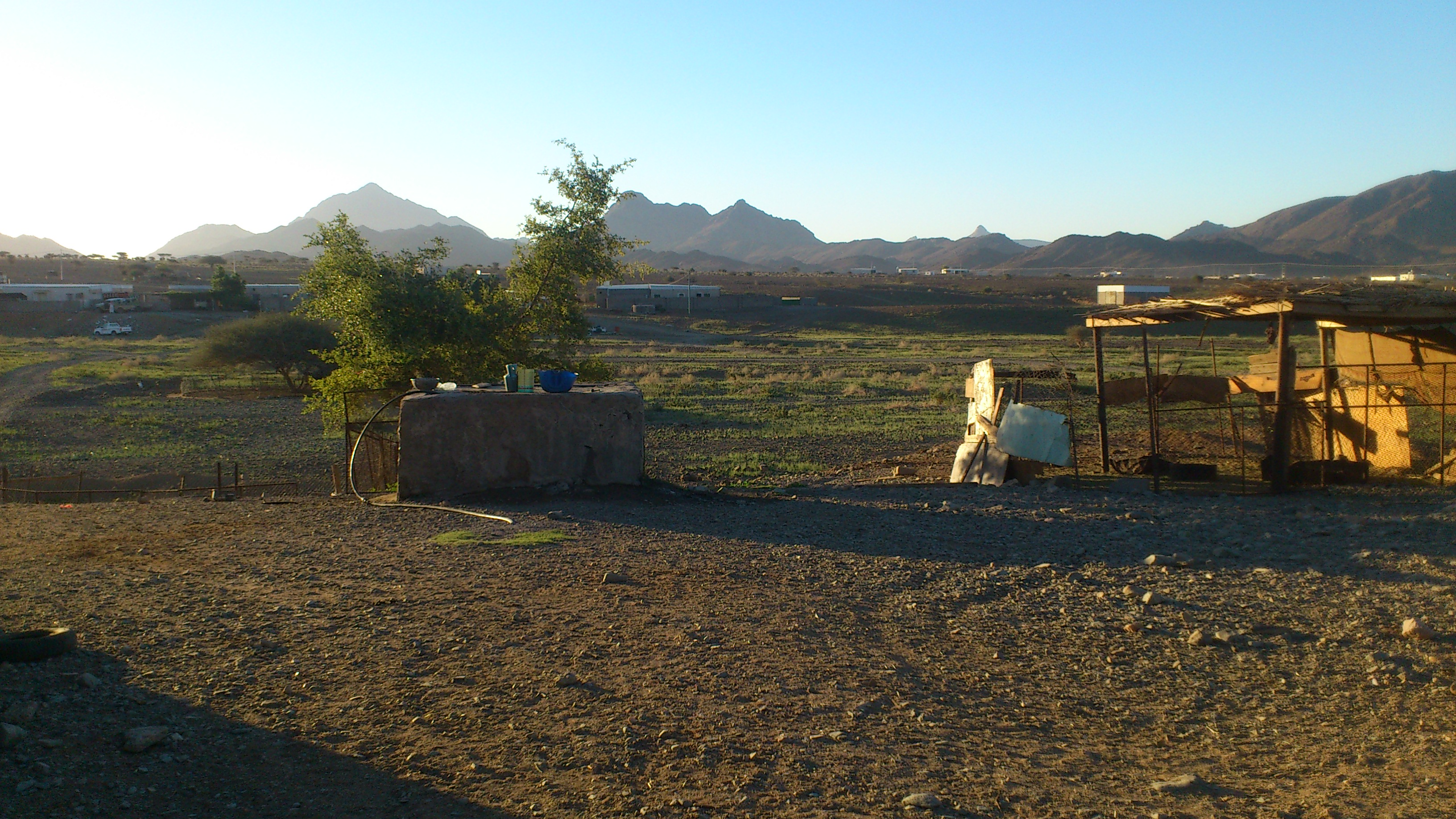

## 같이 보기
- 아드
- 발락
- 알바드아
- 이스마엘인
- 케달
- 고대 이스라엘 유다의 역사
- 성경과 역사
- 미디안 전쟁
- 소돔과 고모라
- 아바림, 북쪽의 요르단 산들
- 성경의 시나이산

## 내용주
1. ↑   또한 "미디안 사람"을 뜻하는 Μαδιανίτης도 있다.

### 참고 문헌
- Clines, David and John Sawyer, eds. "Midian, Moab and Edom: The History and Archaeology of Late Bronze and Iron Age Jordan and North-West Arabia". Journal for the Study of the Old Testament, Supplement Series, No. 24. Sheffield Academic Press, 1983.
- Graf, David F. (2016). 〈Arabia and the Arabians〉.   Arnold, Bill T.; Strawn, Brent A. 《The World around the Old Testament: The People and Places of the Ancient Near East》. Baker Academic. 417–466쪽. ISBN 978-1-4934-0574-9.
- 본 문서에는 현재 퍼블릭 도메인에 속한 《Jewish Encyclopedia 1901–1906》의 내용을 기초로 작성된 내용이 포함되어 있습니다.